# Книгознавство
Книгозна́вство, бібліоло́гія — комплекс суміжних, тісно пов'язаних, але відносно самостійних наукових дисциплін суспільного циклу, що вивчають книгу, процеси її створення, розповсюдження та використання, а також галузі культури та народного господарства, що виконують ці процеси.
Оскільки книгознавство має комплексний характер, воно дуже тісно взаємодіє з іншими дисциплінами, зокрема з бібліотекознавством та бібліографознавством. Тривалий час книгознавство містило в собі ці дисципліни, однак з появою нових інформаційних технологій під час четвертої інформаційної революції (1970-ті роки) бібліотекознавство та бібліографознавство почали виділятися у самостійні наукові дисципліни.
В українській науці прийнято поєднувати ці три дисципліни у єдину спеціальність «Книгознавство, бібліотекознавство, бібліографознавство». Ця спеціальність включає такі напрямки досліджень:
- Теорія та історія книгознавства, бібліотекознавства, бібліографознавства та спеціальних книгознавчих дисциплін: кодикології, історії мистецтва книги, бібліополістики, історії бібліотечних колекцій і зібрань, бібліотечної професіології та психології, соціології та статистики книги й бібліотечної справи.
- Історія книги, бібліотечної та бібліографічної діяльності, видавничої та книготорговельної справи в Україні і у світі.
- Історія та теоретико-методичні засади розвитку бібліотеки як соціального інституту, типології, класифікації бібліотек, управління бібліотечною системою в цілому.
- Закономірності розвитку бібліотечно-бібліографічних процесів в умовах формування інформаційного суспільства, проблеми освоєння новітніх інформаційно-бібліографічних технологій.
- Механізми формування, збереження і наукового освоєння бібліотечних і рукописних фондів.
- Інноваційні технології бібліотечної та книжкової справи, прогресивні засоби організації праці.
- Розвиток каталогізації і теорії бібліотечних класифікацій.
- Вивчення інформаційних потреб користувачів, питання бібліографічного та бібліотечно-інформаційного обслуговування.
- Інформаційна діяльність бібліотеки, структура та зміст універсальних і галузевих інформаційних потоків, формування документних інформаційних ресурсів і вивчення механізмів інформаційного спілкування.

Книгознавство має розгалужені міждисциплінарні зв'язки, у тому числі з багатьма спеціальними історичними дисциплінами (археографією, архівознавством, бібліографознавством, джерелознавство, іконографією, маргіналістикою, мемуаристикою, музеєзнавством, кодикологією, літописознавством, палеографією та ін.), а також з іншими науковими галузями й дисциплінами (психологією, педагогікою, соціологією, наукознавством, філософією науки, статистикою, етикою, естетикою та ін.). Ці зв'язки значною мірою визначали зміст і функціональне призначення поняття «бібліології»., яке широко використовувалося протягом XIX — 1-ї половини XX ст. в історичній науці та соціогуманітарних дисциплінах.

## Вживання
Поряд з терміном «бібліологія» застосовувалися й інші дефініції (бібліогнозія, бібліософія та ін.) для підкреслення комплексного, універсального характеру книгознавчих досліджень, та психологічного аспектів книгознавства.
Похідні дефініції від терміна «бібліологія» вживалися у назвах низки наукових творів, гуртків, часописів тощо. В Україні 1923—30 за редакцією Ю. Меженка щоквартально виходив часопис «Бібліологічні вісті».
У сучасних дослідженнях термін «бібліологія» майже не вживається. Зрідка його застосовують для вирізнення книгознавчих студій з міждисциплінарним профілем і складною та широкою предметною областю дослідження, а також у ретроспективному розумінні щодо книгознавства XIX — початку XX ст.

## Книгознавство та дослідження історії книги в Україні
Першим, хто почав працювати у галузі книгознавства в навчальних і наукових закладах, що діяли на українських землях, був бібліотекар Волинського ліцею, а згодом університету св. Володимира в Києві  Павло Ярковський (1-ша пол. XIX ст.; див. Кременецький ліцей). Наприкінці XIX — поч. XX ст. книгознавчі теми з'явилися у працях багатьох українських учених, зокрема істориків та літературознавців. Однак стрімке зростання та становлення української книгознавчої наукової школи відбулося уже в період національно-культурного підйому поч. 1920-х рр. Саме у цей час були започатковані книгознавчі часописи, зокрема «Книгарь» та «Бібліологічні вісті», на сторінках яких публікувалися численні книгознавчі розвідки як вітчизняних, так і зарубіжних дослідників. З журналами активно співпрацювали російські книгознавці. У Києві почав діяти Український науковий інститут книгознавства (1922–36). Пріоритетними напрямами його роботи були дослідження в галузі історії української книги (С. Маслов, П. Попов, О. Балицький, С. О. Єфремов), періодики (В. Ігнатієнко), мистецтва книги (М. Макаренко, Д. Щербаківський), теорії та практики укладання українського бібліографічного репертуару (Ю. Меженко, Я. Стешенко, С. Маслов, П. Іноземцев). У цілому наукова робота інституту була зосереджена на вивченні комплексу «книга–читач», причому акцент досліджень, на відміну від книгознавчих центрів Росії, було зміщено на читача. Найвагомішими теоретичними розробками в цьому плані є праці: В. Іванушкіна «Проблема читачівства та її вивчення»; Д. Балики «Бібліологічна педагогіка (визначення, предмет, межі)», «Ще про наукові та організаційні проблеми книговивчення», «Про класифікацію друків засоціальним призначенням» і К. Довганя «До питання про соціальну функцію книги». 1928–29 при ВУАН (нині Національна академія наук України) діяло Українське бібліологічне товариство, основним напрямом якого було вивчення мистецтва вітчизняної книги. Книгознавчими дослідженнями, насамперед стародруків, у цей час займалися у Всенародній бібліотеці України (ВБУ; нині Національна бібліотека України імені В. І. Вернадського) та ін. великих бібліотеках.
Розвивалося книгознавство й в українських емігрантських осередках. Найбільш плідними в цій галузі були Подєбради (Л. Биковський), Прага (С. Сірополко; обидва міста нині в Чехії), пізніше — Мюнхен (Німеччина).
Розгром радянського і, насамперед, українського книгознавства стався 1931. Гострій критиці були піддані «ідеалістичні та націоналістичні засади буржуазного українського книгознавства», діяльність Інституту книгознавства, його директора Ю. Меженка, журнал «Бібліологічні вісті». Те саме відбувалося у ВБУ і ВУАН загалом. Значна частина книгознавців була репресована, зокрема П. Балицький, Я. Стешенко, Микола Іванченко, Й. Залевський, Микола Макаренко, А. Артюхова, К. Довгаль, С. Якубовський, В. Іванушкін, С. Кондра та ін. Ті, що лишалися на волі, або відійшли від книгознавчих досліджень (принаймні, не публікували своїх праць), або виїхали з України (Ю. Меженко, Д. Балика). Водночас поодинокі нові книгознавчі публікації були спрямовані на викриття «шкідливих» здобутків попередників. Майже до кінця 1950-х рр. в УРСР не з'явилося жодної вагомої праці з книгознавства чи історії книги, а сам термін «книгознавство» вийшов з активного вжитку. Відродження книгознавчих робіт починається в 1960–80-х рр.
Серед книгознавчих дисциплін найбільш активно розвивається історія книги, яка на сьогодні є вже усталеною науковою дисципліною. Науки, що вивчають старі книжки, з'явилися відносно давно. Вони досліджували матеріал, з якого виготовлялася книга (папірологія, паперова справа), письмо (палеографія), художнє оформлення (дисципліни, що вивчали мініатюри, книжкову графіку, оправи), рукописні книги (кодикологія) та першодруки (інкунабулознавство). Методи цих дисциплін (зокрема палеографічний, шрифтологічний, друкарський, мистецтвознавчий, типологічний, функціональний, бібліографічний, аналітико-синтетичний) і результати відповідних досліджень часто стають надбанням не лише науки про книгу, а й споріднених галузей знань, тому ці дисципліни не є суто книгознавчими. Але, як правило, вони є однозначно спеціальними історичними дисциплінами, їхні здобутки сприяють розвиткові архівістики, лінгвістики, археографії, історіографії тощо. Водночас розвиваються й ін. галузі історичного книгознавства, які вивчають не лише пам'ятки писемності чи стародруки, історію друкарства та видавничої справи, а й історію книжкового мистецтва, книжкової торгівлі, бібліофільства, бібліографії тощо.
Історико-книгознавче знання в Україні формувалось у тісному взаємозв'язку з філологічними та історичними науками як міждисциплінарне наукове знання. В 1-й пол. XIX ст. з'являються самостійні наукові праці Є. Болховітінова, Михайла Максимовича, Денис Зубрицького, присвячені історії української книги, що засвідчило початок процесу виділення української історії книгознавства в окрему сферу наукових досліджень. Історію української книги вивчали Яків Головацький, Степан Голубєв, Федір Титов, Іван Франко, М. Думитрашко, Микола Петров та ін. Цій проблемі були присвячені розвідки членів Бібліографічної комісії при Науковому товаристві імені Шевченка у Львові, Історичного товариства Нестора літописця, а також історико-філологічного семінару під керівництвом Володимира Перетца при Університеті св. Володимира в Києві. Українське історичне книгознавство представлене вагомими працями Іларіона Свєнціцького, Іларіона Огієнка, С. Маслова, П. Попова, Івана Крип'якевича, І. Каганова, С. Петрова, Я. Запаска, Я. Ісаєвича, В. Фрис, О. Дзюби.
Останнім часом в Україні активно розвиваються науки на межі книгознавства й інших дисциплін, зокрема кодикологія (Л. Дубровіна), книжкове пам'яткознавство (Г. Ковальчук), історія видавничої та, загалом, книжкової справи (Т. Ківшар, М. Тимошик, М. Ковальський, С. Петров), бібліопегістика (О. Гальченко), а також мистецтво книги (Я. Запаско, Б. Валуєнко, Д. Степовик). Вагомою джерельною базою для історико-книгознавчих студій є дослідження фондів рукописів, стародруків, рідкісних і цінних видань XIX–XX ст. найбільших вітчизняних бібліотек, зокрема роботи І. Лосієвського (Харків), О. Колосовської (Львів), О. Полєвщикової (Одеса), М. Шамрай (Київ) та ін. Історико-книгознавчі статті публікуються на сторінках таких видань, як «Наукові праці Національної бібліотеки України імені В. І. Вернадського», «Рукописна та книжкова спадщина України», «Записки Львівської наукової бібліотеки ім. В.Стефаника», а також журналів «Бібліотечний вісник», «Вісник Книжкової палати», «Друкарство».
Книгознавство як навчальна дисципліна викладається у спеціалізованих вузах культури, видавничої справи та поліграфії.

## Книгознавчі дослідження в Західній Україні та українській діаспорі кінця 1930-х— 1970-х років
Після розгрому в УРСР практично усіх книгознавчих наукових інституцій українські книгознавчі дослідження проводилися лише в Західній Україні та в українській діаспорі. 1937–43 Є.-Ю. Пеленський видавав у Галичині журнал «Українська книга», що мав відновити традицію «Бібліологічних вістей». Книгознавчі розвідки друкувалися також у «Записках наукового товариства ім. Т.Шевченка» у Львові, у журналі «Наша культура» (Варшава, 1935–39). Саме тут публікувалися Л. Биковський, С. Сірополко, Л. Животко, П. Зленко. Питання книгознавства активно досліджували літературознавець М. Возняк (Львів), історики І. Борщак (Париж) та І. Крип'якевич (Львів), мистецтвознавець В. Січинський, філолог і мистецтвознавець І. Свєнціцький, філософ Д. Чижевський (Берлін) та ін.
Після закінчення Другої світової війни українське книгознавство діаспори знову спробувало відновити український книгознавчий орган. 1948 В. Міяковський (псевдонім — Вол. Порський) в Аугсбурзі випустив перший (і останній) номер «Українських бібліологічних вістей». У редакційній статті він зазначив, що прагне «зберегти святу для кожного українця назву, підкреслити розуміння завдань журналу».
Наприкінці 1940-х рр. основні книгознавчі сили української діаспори згрупувались у США і Канаді.
1971 у Філадельфії створено новий книгознавчий журнал, своєрідне продовження львівського, «Українська книга», орган бібліографічної комісії НТШ, Товариства українських бібліотекарів Америки і Товариства українських книголюбів. Першим його редактором був Б. Романенчук, колишній співробітник Є.-Ю. Пеленського.
1975 на I з'їзді українських бібліотекарів, видавців і книгарів США і Канади було ухвалено рішення про створення Українського книжкового центру. Його провідними діячами стали Д. Штогрин, Б. Романенчук, Б. Винар, М. Прокоп, А. Бедрій, В. Мельничук, Р. Верес та ін.
Нині між книгознавцями діаспори і України налагоджуються тісні наукові контакти, скликаються книгознавчі конференції, симпозіуми, «круглі» столи тощо.

## Виноски
1. 1 2  (рос.) Советский энциклопедический словарь. — 4-е изд. — М.: Советская энциклопедия, 1990.
2. ↑  Паспорт спеціальності 07.00.08 - книгознавство, бібліотекознавство, бібліографознавство. Постанова президії ВАК України від 21.05.1998 № 31-06/5. Архів оригіналу за 13.05.2008. Процитовано 09.04.2008.